# Ajjappan
Ajjappan (malajalam: അയ്യപ്പന്; tamil. ஸ்ரீ ஐயப்பன்; kannada: ಅಯ್ಯಪ್ಪ) – bóstwo hinduistyczne z południowych Indii (drawidyjskie), syn Śiwy. Popularny również współcześnie, zwłaszcza w stanie Kerala. Bóstwo to symbolizuje dla swoich wielbicieli paramatmę.

## Mitologia
Ajjappan najczęściej opisywany jest jako syn Śiwy. Jest więc trzecim jego potomkiem, wraz z braćmi Ganeśa i Skanda (Murugan). Matką Ajjappana jest Wisznu. Najczęściej macierzyństwo Wisznu przypisywane jest jego zstąpieniu w formie Mohini.

## Kult
Najsławniejszą świątynią poświęconą Ajjappanowi jest Sabarimala w Kerali, popularne miejsce pielgrzymek.